# 山崎優子
山崎 優子（やまさき ゆうこ、1985年1月8日 - ）はロックバンド「ME-ISM（ミーイズム）」のベーシスト、ボーカリストでありラディカルレズフェミニストである。
自身の経験に基づく大人や社会に対する矛盾点をついた歌詞や、衣装を脱ぎ捨てる「解放」など、独特のライブパフォーマンスを行う。

## 略歴
- 2005年
  - 7月 映画『リンダ リンダ リンダ』（監督 山下敦弘）にヒロイン達の先輩役として出演。自然体の演技と、劇中UNICORNの『すばらしい日々』を弾き語りするなど注目を集める。
  - 自叙伝『謳う援交少女』（ミリオン出版）を出版。
- 2006年
  - 6月 日本テレビ系列『アンテナ22』に出演。
  - 11月 NHK教育テレビ『一期一会 キミにききたい!』に出演。
  - 12月 週刊朝日に掲載されたインタビューが『制服少女たちの選択 After 10 Years』（著者 宮台真司、朝日新聞社）に掲載される。

## 著作
- 『謳う援交少女』（ミリオン出版，2005年）